# Монморийон
Монморийон (фр. Montmorillon) — французский город и коммуна, расположенный в департаменте Вьенна региона Новая Аквитания. Известен производством миндального печенья — макарон — и даже имеет музей, посвящённый им и пекарню Maison Rannou-Métivier, которой почти сто лет. Население — 5998 человек (2016 год).

## География
Город расположен в 50 км от Пуатье, в 60 км от Шательро, в 90 км от Лиможа и в 350 км от Парижа. Рельеф — холмистые равнины, долины, рощи. Город пересекает река Гартамп. В этой местности встречается глинистый минерал, имеющий высокие адсорбирующие свойства, монтмориллонит. 

## История
Первые поселения на этой территории относятся к мадленской культуре. В античные времена город располагался между двумя крупными римскими дорогами. В средние века король Хлодомер в 507 году построил святилище на холме Монморийон. В письменных источниках первое упоминание относится к концу XI века и сообщает, что лорд Монморийона, Ранульф, в 1050 году построил церковь Нотр-Дам на месте прежнего средневекового святилища. В XIII веке Монморийон подчиняется королю. В XIV веке, согласно договору о мире в Бретиньи, город подчиняется англосаксам. Через 150 лет город снова подвергается грабительским набегам и вследствие этого Франциск I разрешает укрепить Монморийон. Однако в период религиозных войн город всё равно остаётся уязвим во многих местах.
В 1878 через город проходит железнодорожная линия, которая соединяет Пуатье и Лимож. 